# Det omedvetna (psykoanalys)
Det omedvetna i psykoanalytisk mening är knutet till driftteorin och är en följd av den kraftfulla psykiska försvarsmekanismen bortträngning. Driftsimpulser av aggressiv och libidinös natur hålls borta från jagets medvetande, tillsammans med upplevelser förknippade med impulserna, av fruktan för överjaget. Det omedvetna kan dock skönjas i nattliga drömmar, överföringar, neurosbildningar, felsägningar, felhandlingar, vitsar med flera sätt. I psykoanalytisk och psykodynamisk teori undviker man, på uppmaning av Freud, att använda den allmänna termen "undermedvetet". Istället används termen omedvetet.